# Operacja Kachol we-Chum
Operacja Kachol we-Chum (hebr. מבצע כחול וחום, Miwca Kachol we-Chum) – izraelska operacja wojskowa przeprowadzona w nocy z 8 na 9 grudnia 1988 roku w Libanie. Jej celem był atak na siedzibę Ludowego Frontu Wyzwolenia Palestyny – Główne Dowództwo (LFWP–GD) oraz zabójstwo jego przywódcy i założyciela Ahmada Dżibrila. W operacji wzięły udział siły wojsk lądowych, sił powietrznych i marynarki wojennej.
Operacja zakończyła się porażką sił izraelskich, które jeszcze przed atakiem straciły element zaskoczenia. Nie udało się zniszczyć sieci bunkrów oraz nie zdołano zabić Dżibrila, którego nie było w siedzibie podczas ataku. Ponadto zginął ppłk Amir Mej-Tal, dowódca 12 Batalionu, a czterech żołnierzy nie wróciło z operacji i trzeba było zorganizować dla nich akcję ratunkową.
Operacja przyczyniła się do zakończenia kariery wojskowej gen. Dorona Rubina.

## Tło operacji
LFWP–GD przeprowadzała ataki przeciwko Izraelowi już od momentu swojego powstania. Jednak w 1985 roku doszło do wymiany trzech izraelskich żołnierzy pojmanych w trakcie I wojny w Libanie na 1150 palestyńskich więźniów, w tym osoby skazane za zabójstwa lub ataki terrorystyczne. Dwa lata później w listopadzie doszło do ataku na obóz wojskowy w okolicach Kirjat Szmony. Zginęło sześciu żołnierzy, a siedmiu zostało rannych. Zamachowiec dostał się do Izraela na lotni. Na początku 1988 roku izraelska łódź patrolowa przechwyciła łódź z palestyńskimi bojownikami 13 km od Rosz ha-Nikry .
Izraelski wywiad poinformował służby bezpieczeństwa, iż działania organizacji są inspirowane przez Ahmada Dżibrila. W kwietniu 1988 roku Siły Powietrzne Izraela przeprowadziły operację pod kryptonimem „Nes Harim 17” (dosł. Cud Gór 17) w rejonie Na’ameh w Libanie, 70 km od granicy z Izraelem. Mimo strat wśród bojowników uznano, że rezultat operacji nie był satysfakcjonujący. Podjęto decyzję, że następnym razem należy przeprowadzić uderzenie z ziemi .
Celem nowej operacji, o kryptonimie „Kachol we-Chum” (dosł. Niebieski i Brąz) był atak na kwaterę LFWP–GD, zniszczenie jej infrastruktury i zabicie Dżibrila. Operacja miała rozpocząć się od desantu morskiego i powietrznego, następnie siły uderzeniowe miały dotrzeć na miejsce operacji, przeprowadzić atak i wycofać się przy pomocy łodzi i śmigłowców. Dowódcą operacji mianowano gen. Dorona Rubina. Siłami, które miały ją przeprowadzić były: Szajjetet 13, specjalna jednostka zwiadu Sajjeret Golani pod dowództwem Ereza Gersztejna, 12 Batalion Barak z Brygady Golani pod dowództwem ppłka Amira Mej-Tala. Wsparcie miały zapewnić śmigłowce Sił Powietrznych Izraela  .

## Operacja

### Przebieg
Desant morski na wybrzeżu Libanu rozpoczął się o godzinie 20:00  lub 20:30 . Następnie siły Szajjetet 13 udały się w sześciokilometrowy marsz. Ze względu na trudne warunki terenowe i gęstą roślinność, droga ta okazała się ciężka do przebycia . Problemy mieli też żołnierze z Brygady Golani. Górzysty teren, porośnięty ciernistą roślinnością sprawił, że desant powietrzny zakończył się o 21:45, znacznie później niż zakładano. Wywiad nie dostarczył informacji na temat terenu, co sprawiło, że Gersztejn skontaktował się z dowódcą brygady, prosząc o odwołanie operacji. Odpowiedź dowództwa była odmowna i nakazywała kontynuację działań .
O godzinie 02:25  lub 02:30  siły osiągnęły punkt zborny przed atakiem. Następnie siły uderzeniowe podzielono na mniejsze grupy i rozproszono w terenie. Dowódcą jednej z grup został, ówcześnie podpułkownik, Gadi Eizenkot, późniejszy Szef Sztabu Cahalu w latach 2015–2019 . Izraelczycy stracili element zaskoczenia w momencie, kiedy grupa Gersztejna ostrzelała okno, z którego wyglądał jeden z bojowników. Jak się później okazało, obawiano się, że wykryje on izraelskie siły . Grupa pod dowództwem Mej-Tala skierowała się w kierunku, z którego dobiegały odgłosy strzelaniny, aby pomóc w ostrzale zabudowań LFWP–GD. Jeden z bojowników strzegących wejścia do jaskini obok budynków zauważył Mej-Tala i zastrzelił go . Ciało podpułkownika zostało dostarczone na miejsce ewakuacji, skąd zabrał je śmigłowiec. Kiedy maszyna startowała, w jej kierunku wystrzelono pocisk Strieła, który jednak minął cel w niewielkiej odległości .
W operacji wzięły również udział psy z jednostki specjalnej Okec. Miały one zostać wykorzystane jako ruchome bomby do wysadzenia w powietrze podziemnych bunkrów. Jednak w wyniku prowadzonego ostrzału psy spłoszyły się i rozbiegły po terenie. Po operacji bojownicy upublicznili zdjęcia psów, wyjawiając uczestnictwo jednostki Okec w operacji .
Nad ranem, 9 grudnia, zarządzono ewakuację sił izraelskich. W punktach zbornych okazało się, że brakuje czterech żołnierzy Sajjeret Golani. Szef Sztabu Dan Szomron zarządził jednak bezwzględną ewakuację. Postanowiono, że zostanie zorganizowana misja ratunkowa w celu ewakuowania pozostawionych żołnierzy .

### Misja ratunkowa
Ratunek pozostawionych żołnierzy zlecono Siłom Powietrznym Izraela. Dwa śmigłowce Bell AH-1 Cobra miały udać się na miejsce i zabrać czterech żołnierzy, a samoloty F-4 Phantom i F-16 miały zapewnić wsparcie i zlikwidować stanowiska ognia przeciwlotniczego. Naloty F-4 i F-16 okazały się tak intensywne, że piloci Cobr nie mogli podejść do lądowania. Pozostawieni w terenie żołnierze przebywali na terytorium wroga przez siedem godzin, walcząc z bojownikami. Dopiero przy czwartym podejściu udało się wylądować i zabrać żołnierzy . Ze względu na to, że Cobry nie są przystosowane do transportu, to ewakuowani żołnierze ulokowali się na płozach śmigłowców. Dopiero u wybrzeży Izraela zeskoczyli do wody i zostali zabrani przez łodzie .

### Podsumowanie

Wyróżnienie Calasz Aluf

Wyróżnienie Calasz ha-Ramtakal

Sukces misji ratunkowej sprawił, że dwóch pilotów otrzymało wyróżnienie Szefa Sztabu (hebr. צל"ש ראש המטה הכללי, w skrócie צל"ש הרמטכ"ל, Calsz ha-Ramtakal, noszony w formie baretki), a pozostali dwaj otrzymali wyróżnienie od dowódcy Sił Powietrznych Izraela (tzw. Calasz Aluf, hebr. צל"ש אלוף, noszony w formie baretki) .
Szacuje się, że w operacji miało zginąć od 20  do 33  bojowników palestyńskich. Okazało się jednak, że w trakcie operacji Ahmada Dżibrila nie było w siedzibie LFWP–GD. Dopiero przed misją ratunkową zjawił się na miejscu i zorganizował w jednym z bunkrów konferencję prasową, podczas której pokazał pozostawioną na miejscu przez Izraelczyków broń . Po stronie izraelskiej znalazło się trzech rannych i jeden zabity .
Upublicznienie przez Palestyńczyków zdjęcia zabitych psów sprawiło, że wydano odgórny nakaz, aby zwierzęta te już nigdy nie służyły w armii izraelskiej jako żywe bomby .
Podczas operacji odnotowano liczne błędy i problemy: brak informacji wywiadu, okoliczności śmierci Mej-Tala, problemy przy ewakuacji z obszaru operacji, nieporozumienia pilotów przy misji ratunkowej. Uważa się, że niepowodzenie tej operacji było przyczyną, dla której ówczesny szef Sztabu Sił Obronnych Izraela Ehud Barak zmusił Rubina do odejścia ze służby   .